# رزقانه
رزقانه روستایی از توابع بخش گرمخان شهرستان بجنورد در استان خراسان شمالی ایران است. روستای رزقانه بخشی از گیفان است و به همین دلیل مردمش از قوم تات هستند و به زبان تاتی صحبت می‌کنند.

## جمعیت
این روستا در دهستان گیفان قرار دارد و براساس سرشماری مرکز آمار ایران در سال ۱۳۸۵، جمعیت آن ۴۱۷ نفر (۹۱خانوار) بوده‌است.